# 上総山本駅
上総山本駅（かずさやまもとえき）は、千葉県君津郡小櫃村（現・君津市）山本にあった日本国有鉄道（国鉄）久留里線の駅である。

## 歴史
久留里線が上総亀山駅まで全通した翌年の1937年（昭和12年）に、東横田駅・下郡駅とともに開業。終戦後の1947年（昭和22年）に東横田駅・下郡駅と共に利用者が少ないとして営業休止となる。その後下郡駅は1956年（昭和31年）、東横田駅は1958年（昭和33年）に営業が再開されるが、当駅は下郡駅営業再開後間も無く正式に廃駅となった。久留里線で唯一の廃駅である。

### 年表
- 1937年（昭和12年）4月20日：駅開設[1]。
- 1947年（昭和22年）1月20日？：駅休止。
- 1956年（昭和31年）7月1日：廃駅[1]。

## 駅周辺
駅跡の周囲は水田が広がっている。
- 圓明院
- 秋葉神社
- 国道410号
- 久留里街道（国道410号旧道）

## 隣の駅
運輸省
久留里線
下郡駅 - 上総山本駅 - 小櫃駅